# Kōhei Tezuka
Kōhei Tezuka (jap. 手塚康平 Tezuka Kōhei; ur. 6 kwietnia 1996 w prefekturze Tochigi) – japoński piłkarz występujący na pozycji pomocnika.

## Kariera piłkarska
Od 2016 roku występował w Kashiwa Reysol.